# Länsväg 109
Länsväg 109 går från E4/E6/E20 utanför Helsingborg via Ekeby - Billesholm och till Ask vid Länsväg 108 söder om Röstånga. Hela sträckan går i Skåne. Längden är 41 km.

## Historik och planering
Väg 109 infördes 1962 mellan Bjuv och Ask, och hette länshuvudväg 53 innan dess. Cirka 1990  byggdes en ny anslutning till länsväg 110 vid Billesholm, och 109:an förkortades något. 1999 invigdes vägen mellan Helsingborg och Ekeby.
Länsväg 109 följer på sträckan Billesholm (östra delen)-Knutstorp (gården) helt och hållet samma sträckning som åtminstone 1860-talet . Vägen Knutstorp-Konga har en nyare sträckning och Konga-Ask är lätt rätad, mot 1860-talet. Denna ombyggnad är senast 1940-talet. Många hus har egen anslutning direkt till vägen och det finns ingen parallell äldre väg där gamla hus ligger, utom Knutstorp-Konga.
Länsvägen är skyltad som den snabbaste förbindelsen mellan Helsingborg och Höör. Vägen går dock en omväg via Billesholm. Fågelvägen mellan ändpukterna är annars 30 km. En kortare och troligen snabbare alternativ väg är via småvägar Ekeby-Kågeröd. Ska man mellan Höör och Helsingborg idag kör man nog hellre via Klippan eller Landskrona.
Planer finns på att tidigast 2016 [Uppdatering behövs] fortsätta med en utbyggnad mellan Ekeby och Knutstorp vilket skulle förbinda Helsingborg bättre med Kågeröd och Ring Knutstorp.